# Salsa mala
La salsa mala es una popular salsa china aceitosa y picante que se originó en la actual Chongqing, al suroeste de China. Se ha convertido en uno de los condimentos más comunes de la cocina china, ganando popularidad allí donde hay una población china significativa. El término málà es una combinación de dos caracteres chinos: ‘entumecedor’ (麻) y ‘picante’ (辣), en alusión a la sensación que queda en la boca tras comer la salsa.
La salsa se usa de diversas formas, desde revueltos, estofados y sopas hasta hot pots o para mojar. En las provincias de Sichuan y Yunnan se usa mala en polvo (en chino, 麻辣粉; pinyin, málàfĕn) en aperitivos y platos callejeros, como el tofu apestoso, las patatas fritas y carnes y verduras a la barbacoa.

## Composición
La salsa se hace principalmente con:
- Diversas variedades de guindilla; especialmente una variedad local de mirasol
- Frutos de pimienta de Sichuan;
- Doubanjiang;
- ajo;
- sal; y
- aceite vegetal, particularmente aceite de colza virgen

También existen variantes que incluyen salsa shacha, glutamato monosódico y jengibre. Los ingredientes se mezclan con una gran cantidad de aceite y se cuecen a fuego lento durante unos 10 minutos. El resultado se machaca y se usa.
Debido al esfuerzo necesario para elaborarla, muchos supermercados asiáticos venden salsa mala preparada, tanto en tarro de cristal como en envase de plástico.

## Historia
Se desconoce la historia exacta de la salsa mala, o cuándo fue inventada. La salsa se convirtió rápidamente en el rasgo principal de la gastronomía de Sichuan y juega un papel importante en la cocina china.
Taiwán y Mongolia Interior tienen también sus propias versiones de la salsa.

## Popularidad en occidente
En 1998, tras el lanzamiento de la película Mulán, McDonald's lanzó la salsa mala o Szechuan como parte de una promoción de la película. En 2017, tras la temporada 3 de Rick y Morty en "La redención de Rick" hicieron popularidad a este producto que McDonald's lanzó ese año y esto ha generado popularidad entre los fanes.

## Platos
- Hot pot mala (麻辣火锅).
- Malatang (麻辣汤): una sopa consistente en un manojo de verdura cocido en caldo mala.
- Pollo babeante (口水鸡): pollo cocido frío servido con una guarnición de aromáticos sasonados en mala.
- Fuqi feipian (夫妻肺片): piel, abdomen y a veces también pulmón de buey servidos con salsa mala.